# Alfred Dalton
Alfred Dalton (anche d'Alton), II conte Dalton (Parigi, 20 novembre 1815 – Brumath, 31 maggio 1866) è stato un generale francese.

## Biografia

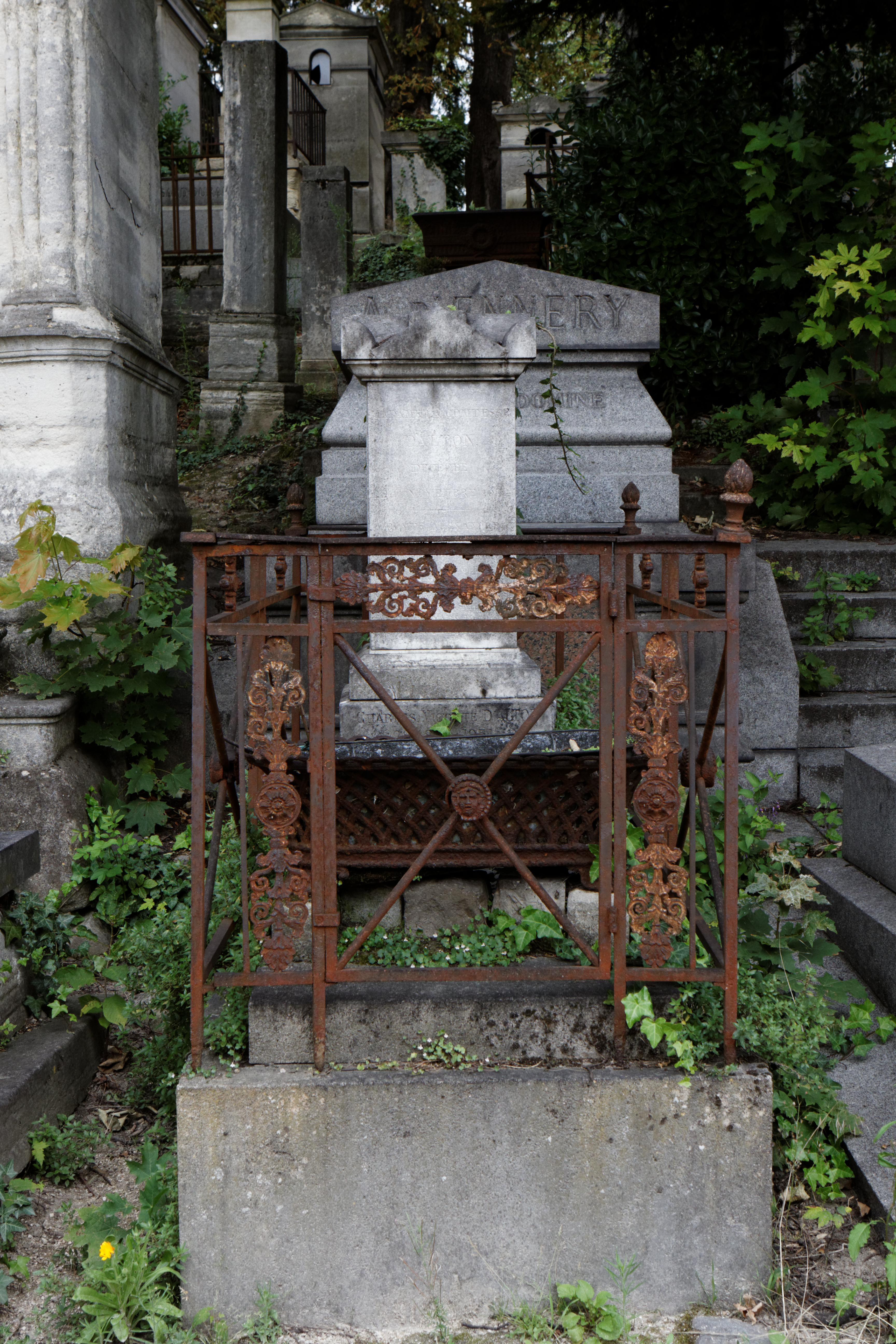
La tomba del generale Dalton al Cimitero parigino di Père-Lachaise.

Alfred Dalton nacque a Parigi il 20 novembre 1815, figlio di Alexandre d'Alton, I conte Dalton, generale di origini irlandesi, distintosi durante il periodo napoleonico e durante la Restaurazione. L'11 novembre 1835, intenzionato ad intraprendere la carriera militare, entrò nell'École spéciale militaire de Saint-Cyr dalla quale uscì tre anni dopo col grado di tenente.
Si imbarcò subito per l'Africa ove rimase dal 1838 al 1842, impegnato nella conquista francese dell'Algeria, venendo ferito il 3 luglio 1840 a Médéa. Promosso capitano nel 1845, divenne tenente colonnello nel 1853 e venne assegnato l'anno seguente al 2º reggimento granatieri della Guardia Imperiale. Con questo corpo prese parte alla Guerra di Crimea nel 1855 dove divenne colonnello. Prese quindi parte alla campagna d'Italia ove si distinse in particolar modo sotto il comando del generale Joseph Édouard de La Motte-Rouge nella Battaglia di Boffalora, dove col suo reggimento giocò un ruolo fondamentale nel passaggio dei francesi lungo il Naviglio Grande, consentendo loro di raggiungere rapidamente la vicina città di Magenta dove il 4 giugno 1859 si svolse la nota battaglia riorgimentale.
Il 10 giugno 1859, per il valore personale dimostrato sul campo, ottenne il grado di generale di brigata ed ottenne il comando di diverse divisioni tra cui quella di Meurthe e di Nancy, città dove si ammalò nel 1866.
Ritiratosi dall'esercito, morì in una casa di cura a Stephansfeld, frazione di Brumath (Basso Reno) il 31 maggio 1866. La sua salma, riportata a Parigi, venne sepolta con tutti gli onori nel Cimitero di Père-Lachaise.

## Araldica
| Stemma | Descrizione                  | Blasonatura |
|        | Alfredo Dalton Conte d'Alton | Partito: al 1° di verde al giglio d'argento, fogliato e terrazzato d'oro; al 2° d'azzurro al leone rampante d'argento tenente con la zampa destra un ramo d'alloro e circondato di cinque stelle d'argento intorno. Corona da conte. |